# Apollo 4
Apollo 4 – statek kosmiczny, którego lot był pierwszą, bezzałogową próbną misją programu Apollo, podczas której wykorzystano rakietę nośną Saturn V i statek kosmiczny Apollo.

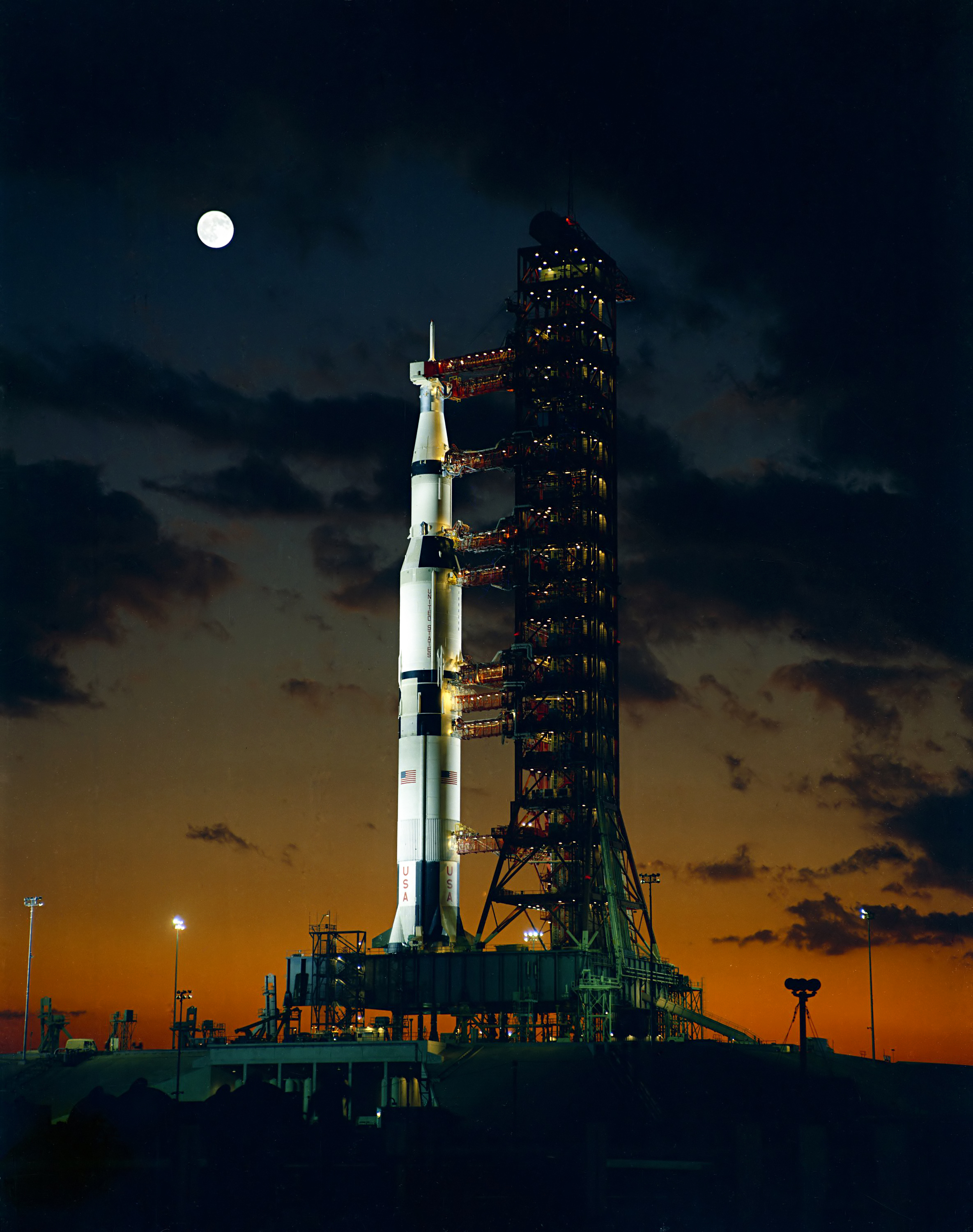
9 listopada 1967, Saturn V z kapsułą Apollo 4 na platformie startowej

## Podstawowe dane
źródło
- Statek kosmiczny: CSM-017, LTA-10R
- Rakieta nośna: SA-501
- Stanowisko startowe: 39A
- Start: 12:00:01, 9 listopada 1967
- Azymut startu: 72°
- Apogeum: 18092 km (orbita najwyższa)
- Liczba okrążeń: 3
- Czas trwania misji: 8 godz. 37 min. 9 s.
- Wodowanie: 20:37:10, 9 listopada 1967

## Statek kosmiczny
źródło
Czas dostarczenia elementów AS-501 do Kennedy Space Center:
- Statek kosmiczny:
  - Statek Apollo: grudzień 1966
  - LTA: wrzesień 1966
- Rakieta nośna:
  - Pierwszy stopień (S-IC): wrzesień 1966
  - Drugi stopień (S-II): styczeń 1967
  - Trzeci stopień (S-IVB): sierpień 1966
  - Instrument Unit (IU): sierpień 1966
- Masa startowa statku kosmicznego: 42 493 kg
- Masa startowa rakiety nośnej: 2 776 650 kg

## Przebieg misji
Start nastąpił 9 listopada 1967 o godzinie 12:00:01 UTC ze stanowiska startowego LC-39A w Centrum Kosmiczne Johna F. Kennedy’ego. Był to pierwszy start z tego stanowiska i pierwszy start z nowo wybudowanego kosmodromu.
Masa startowa rakiety nośnej wynosiła 2 776 650 kg, masa startowa statku kosmicznego 42 493 kg. W czasie próby pierwszy stopień Saturna V leciał z silnikami działającymi przez 2,5 minuty. Silniki drugiego stopnia pracowały przez około 6 minut. Następnie został uruchomiony silnik trzeciego stopnia, który w połączeniu ze statkiem Apollo oraz makietą lądownika LM po 11 minutach od chwili startu wszedł na orbitę satelitarną Ziemi. Jej perygeum wynosiło 182 km, apogeum – 187 km. Masa obiektu wyniesionego na orbitę wynosiła ponad 125 ton. Cały ten obiekt dokonał dwóch okrążeń Ziemi. Potem nastąpiło ponowne uruchomienie silnika trzeciego stopnia, który działał teraz przez 5,5 minuty. Dzięki temu Apollo (wraz z makietą lądownika), o łącznej masie 45,2 tony wprowadzony został na orbitę o apogeum około 17 218 km i perygeum świadomie wyznaczonym w punkcie 84,6 km pod powierzchnią Ziemi, co miało zapewnić wejście w atmosferę z prędkością orbitalną i spalenie się odrzuconych modułów. Teraz nastąpiło oddzielenie trzeciego stopnia i został uruchomiony silnik statku Apollo na okres 30 sekund. Apollo znalazł się na nowej orbicie o apogeum 18 092 km i perygeum – 74 km.

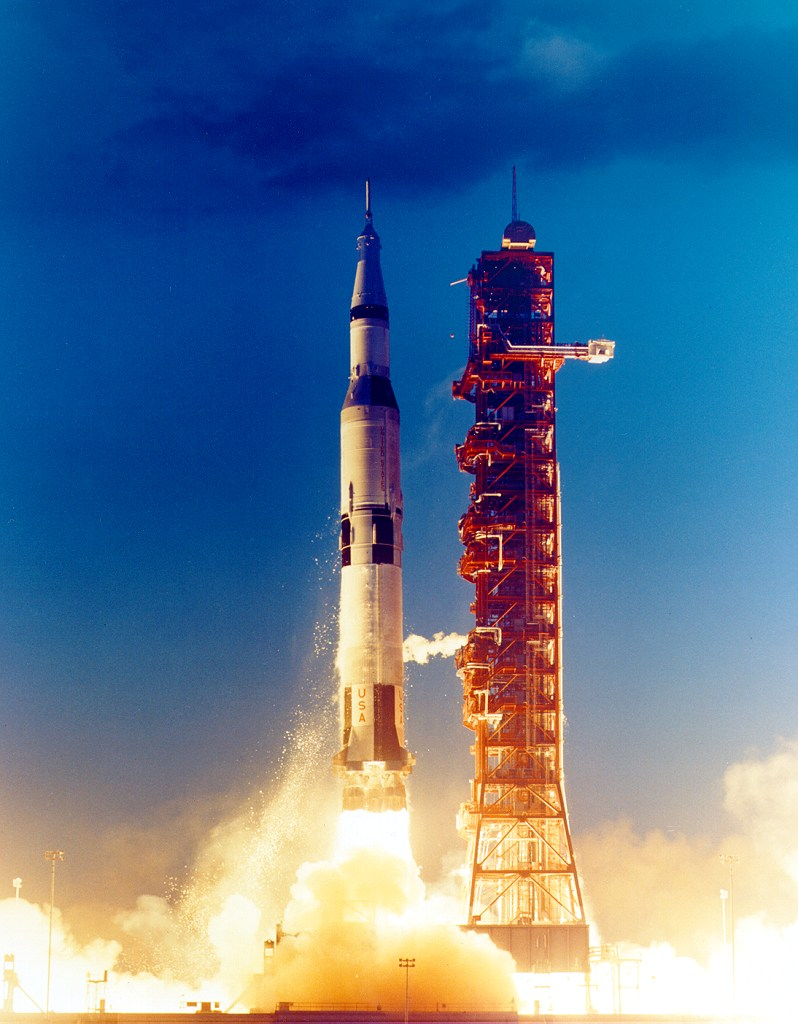
Start Apollo 4

Na około 45 minut przed wodowaniem Apollo zmienił usytuowanie i został skierowany pod odpowiednim kątem w stronę Ziemi. Nastąpiło ponowne uruchomienie silnika Apollo, tak że przedział załogowy wtargnął w atmosferę z prędkością 11,1 km/s, a więc bardzo bliską drugiej prędkości kosmicznej. W ostatniej fazie powrotu na wysokości około 7 km nastąpiło rozwinięcie spadochronu dryfkotwowego, a na wysokości około 3 km – spadochronu głównego. Wodowanie odbyło się po 8 godzinach i 37 minutach od chwili startu, na Pacyfiku 930°06′N, 172°32′W, w punkcie oddalonym o około 10 km od okrętu ratowniczego – lotniskowca USS „Bennington”. Kabinę podjęto o 22:52:00, 9 listopada 1967.
Wszystkie cele doświadczenia zostały zrealizowane. Wypróbowano pomyślnie rakietę Saturn V. Zrealizowano wtargnięcie statku Apollo z drugą prędkością kosmiczną w atmosferę. Pojazd dobrze zniósł próbę, w czasie której temperatura zewnętrzna wzrosła do ponad 2700 °C i został odzyskany w stanie nieuszkodzonym. Podczas lotu zrealizowano też różne eksperymenty dodatkowe. M.in. wykonane zostały samoczynnie barwne zdjęcia Ziemi z wysokości 18 000 km, przedstawiające Antarktydę oraz południowe rejony Afryki i Ameryki Łacińskiej.

## Numeracja misji
Lot w ramach projektu Apollo nosił numer AS-501.
Wcześniejsze bezzałogowe misje z 26 lutego, 5 lipca i 25 sierpnia 1966 tylko nieoficjalnie nosiły wewnętrzne oznaczenia Apollo 1, Apollo 2 i Apollo 3. Po tym jak 27 stycznia 1967 trzej astronauci ponieśli śmierć w kabinie Apolla w trakcie testów przedstartowych, ich misję oznaczono jako Apollo 1. W kwietniu 1967 zadecydowano, że najbliższy lot w ramach programu Apollo będzie nosił oznaczenie Apollo 4. Oznaczenia dla przeprowadzonych wcześniej startów pozostawiono bez zmian, tj. AS-201 (start 26 lutego 1966), AS-202 (25 sierpnia 1966) i AS-203 (5 lipca 1966). Oficjalnie nie użyto nigdy oznaczeń Apollo 2 i Apollo 3.

## Podsumowanie
źródło
- Pierwszy start ze stanowiska startowego nr 39.
- Pierwszy lot rakiety nośnej Saturn V.
- Pierwszy lot stopnia S-IC.
- Pierwszy lot stopnia S-II.
- Pierwszy lot LTA.
- Po raz pierwszy ponownie uruchomienie silnika stopnia S-IVB
- Pierwsze uruchomienie silnika SPS bez ulażu.
- Pierwszy test (symulowanej) osłony termicznej wersji Block II.
- Pierwsze wejście w atmosferę z prędkością powrotu z Księżyca.
- Pierwszy test systemu łączności statku Apollo podczas lotu.
- Pierwsze wykorzystanie ARIA.
- Pierwsze wykorzystanie pełnej konfiguracji Apollo (trzystopniowy Saturn V i statek kosmiczny).